# Drosera rotundifolia
Drosera rotundifolia, comúnmente llamada rocío de sol o rocío de sol de hojas redondeadas, es una planta carnívora que se encuentra a menudo en turberas, marismas y humedales (marjales).  Una de las especies de Drosera más difundida de la región circumboreal, encontrándose diseminada en el norte de Europa, gran parte de  Siberia, importantes porciones del norte de Norteamérica, Corea, Japón y en Nueva Guinea.

## Descripción

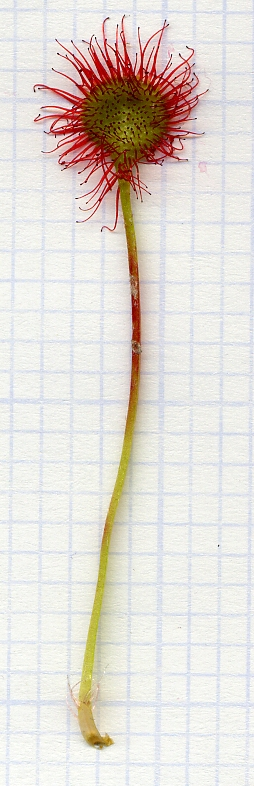
Una hoja de D. rotundifolia en una cuadrícula de 1/10 pulgada.

Las hojas de esta especie se disponen en forma de roseta basal. Los largos (1,3-5 cm), estrechos y pilosos peciolos poseen pequeñas laminillas de 4-10 mm de largo. La superficie de la lámina se encuentra densamente cubierta con pelillos glandulares de color rojo que secretan mucílago pegajoso.
Una planta típica posee un diámetro de unos 3 a 5 cm, con una inflorescencia de 5 a 25 cm de alto.  Las flores crecen sobre un lateral de un único y esbelto tallo sin pelillos que surge desde el centro de la roseta de hojas.  Tienen cinco pétalos de color blanco o rosado y producen unas pequeñas semillas alargadas (1 a 1,5 mm) de color marrón claro.
En invierno, D. rotundifolia produce un hibernáculo para poder sobrevivir en condiciones de bajas temperaturas. El mismo consiste en un brote a nivel del suelo de hojas apretadas y ensortijadas.

## Mecanismo de captura
La planta se alimenta de insectos, los cuales atrae con el color rojo fuerte de sus hojas y las gotitas brillantes de mucílago (una sustancia dulce y pegajosa) que las recubre. Ha evolucionado hacia este comportamiento carnívoro para adaptarse a su hábitat, el cual es a menudo pobre en nutrientes o demasiado ácido por lo que la disponibilidad de nutrientes se encuentra muy reducida. La planta utiliza enzimas para disolver los insectos - los cuales quedan pegados en los tentáculos glandulares - y extraer de sus cuerpos nitratos y otros nutrientes.

## Distribución y hábitat
Es la especie carnívora de más amplia distribución, extendiéndose por casi todas las regiones holárticas.
En Norteamérica se encuentra por toda Canadá excepto en las praderas canadienses y las regiones de tundra, el sur de Alaska, la zona noroeste del Pacífico y a lo largo de las montañas Apalaches (al sur de Georgia y Luisiana).
Habita gran parte de Eurasia, incluidas las islas británicas, casi toda Francia así como las regiones del norte de Italia, Portugal, España; las regiones montañosas de Rumania e Islandia y regiones meridionales de Noruega y Groenlandia, la Península Balcánica y el Cáucaso.
Es la especie más común del Reino Unido, distribuida por Escocia, Gales e Inglaterra oriental donde habita pantanos y marismas.
En Asia se distribuye en Japón y Corea meridional.

## Hábitat

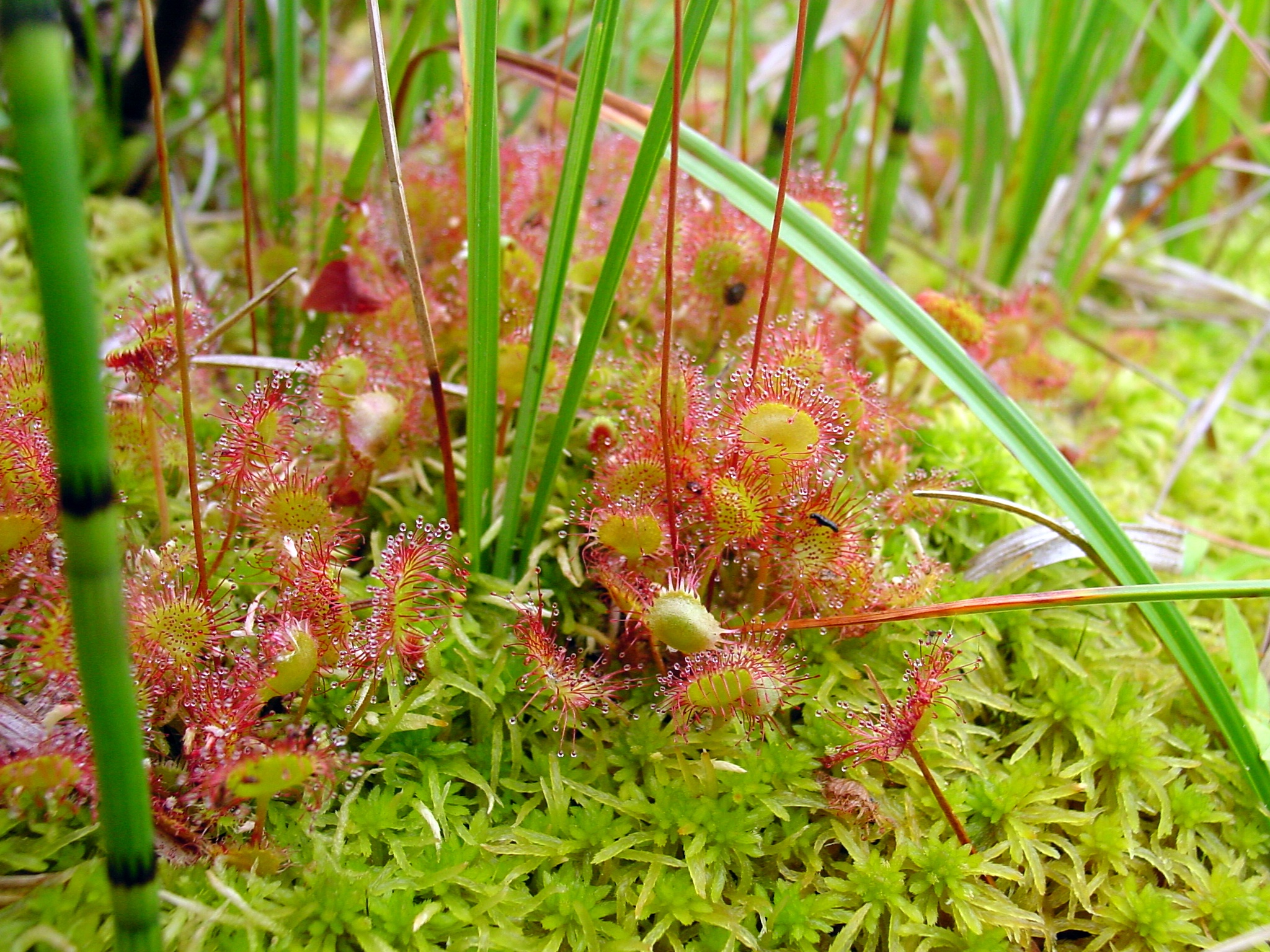
D. rotundifolia creciendo en sphagnum entre ciperáceas y Equisetum

Prospera en humedales, como marismas y pantanos, así como en ciénagas de sphagnum; en sustratos limosos, arenosos o ácidos. Prefiere las zonas abiertas, soleadas o parcialmente soleadas. En altitudes desde el nivel del mar hasta los 3000 m s. n. m.

## Propiedades medicinales

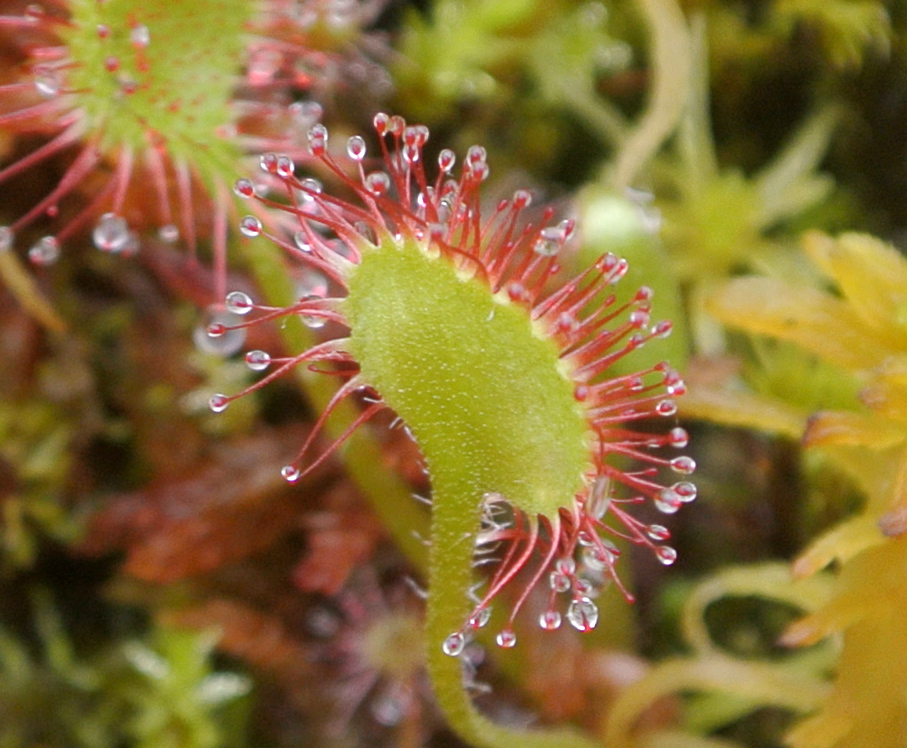
Drosera rotundifolia

Según un estudio de D. H. Paper et al.  el extracto producido a partir de Drosera rotundifolia ha mostrado gran eficacia en cuanto a sus propiedades como antiinflamatorio y antiespasmódico, siendo más activo que el obtenido a partir de D. madagascariensis, debido a la presencia de flavonoides tales como hiperosido, quercetina y isoquercetina, aunque no los naftoquinones que se encuentran en el extracto.  Se cree que los flavonoides afectan los  receptores muscarínicos de  M3 en el músculo liso, causando efectos antiespasmódicos.  Se ha determinado que el ácido elágico de extracto de D. rotundifolia posee efectos antiangiogénicos.

## Taxonomía
D. rotundifolia fue descrita por Carlos Linneo y publicada en Species Plantarum 1: 281. 1753.
Etimología
Drosera: tanto su nombre científico –derivado del griego δρόσος (drosos): "rocío, gotas de rocío"– como el nombre vulgar –rocío del sol, que deriva del latín ros solis: "rocío del sol"– hacen referencia a las brillantes gotas de mucílago que aparecen en el extremo de cada hoja, y que recuerdan al rocío de la mañana.
rotundifolia: epíteto latino que significa "con hojas redondas".
Sinonimia
- Rorella rotundifolia (L.) All.
- Rossolis rotundifolia (L.) Moench[8][9]

## Nombres comunes
- rocío del sol, hierba de la gota.[10]